# اير هوبير
اير هوبير (بالإنجليزية: AirHopper)‏ هي تقنية قدمها الباحثان الإسرائيليان مردخاي غوري ويوفال اوليفك -خبراء أمن المعلومات والاتصالات بمعهد بن-غوريون في إسرائيل دراستها امام مؤتمر المنظمة العالمية IE EE، التقنية هدفها سرقة البيانات من أي جهاز عن بعد يصل إلى 7 متر تقريباً باستخدام الانبعاث الكهرومغناطيسي القادم من معالج الجهاز. فكرة الجهاز تقوم على استخدام نوع من البرمجيات الخبيثة للتسلل الي أي كمبيوتر (معزول تماما عن أي شبكة انترنت أو واي فاي) واخذ البيانات المُدخلة بواسطة المستخدم وذلك باستخدام موجات راديو الـ أف أم.
التقنية قائمة علي نوع من تطبيقات التجسس لمعرفة ما يُكتب علي الكمبيوتر أو الموبايل، نتميز هي أتي من طريقة عمله حيث يستخدم موجات الراديو المنبعثة من الجهاز متفادياً بذلك الاجراءات الامنية (air-gap) التي تُفعل عند فصل الجهاز عن الشبكة المغلقة، وهو ما يحدث في تطبيقات التجسس التقليدية. الفكرة في ذاتها ليست جديدة - فهي موجودة منذ 15 عام تقريباً واستخدمتها الـ السي أي ايه في التجسس على الحواسيب الغير متصلة بالانترنت أو الشبكات أو أي اتصال خارجي وذلك بالاعتماد على استقبال الإشعاع الناتج من الشاشات الـCRT.